# Estación Santa Engracia
Estación Santa Engracia är en ort i Mexiko.   Den ligger i kommunen Hidalgo och delstaten Tamaulipas, i den centrala delen av landet, 500 km norr om huvudstaden Mexico City. Estación Santa Engracia ligger 219 meter över havet och antalet invånare är 6 606.
Terrängen runt Estación Santa Engracia är platt, och sluttar brant österut. Runt Estación Santa Engracia är det ganska tätbefolkat, med 60 invånare per kvadratkilometer. Närmaste större samhälle är Guillermo Zúñiga, 0,12 km öster om Estación Santa Engracia. Omgivningarna runt Estación Santa Engracia är en mosaik av jordbruksmark och naturlig växtlighet.